# Ross and Cromarty
Ross and Cromarty (Ros agus Cromba  en gaélique écossais) est un ancien comté et une région de lieutenance dans les Highlands du nord de l'Écosse, dont la capitale était la ville de Cromarty. Il est né de la Local Government (Scotland) Act 1889 fusionnant les comtés de Ross-shire et de Cromartyshire.
Le club de football Ross County est nommé d'après le comté.